# كلية الطب في جامعة إدنبرة
مدرسة طب جامعة إدنبرة (بالإنجليزية: University of Edinburgh Medical School)‏ هي إحدى المدارس لتعليم الطب في المملكة المتحدة. مركز هذه المدرسة الطبية هو جامعة أدنبرة. تم تأسيس هذه المدرسة رسمياً في 1726. تم تدريس الطب فيها منذ القرن السادس عشر.
تتخذ الجمعية الطبية الملكية من مدرسة طب جامعة إدنبرة مقرًا لها، ويدير هذه الجمعية طلاب الطب بالمدرسة.

## من مشاهير الخريجين
- أبراهام كولز (1797)
- وليم شيبن